# 高砂仲町線
高砂仲町線（たかさごなかちょうせん）は、埼玉県さいたま市浦和区東高砂町の浦和駅東口（南）交差点から同区東仲町の浦和駅東口（北）交差点へ至るさいたま市の都市計画道路である。

## 概要
1963年（昭和38年）8月12日に都市計画決定した路線。長らく未着手であったが、2000年代後半になって浦和駅東口の再開発の一環として建設された。アップダウンが多い現場での工事は、浦和パルコの開店に間に合うよう、工期が定められていた。終点は左折車線のみ信号機がない。

## 沿革
- 2005年（平成17年） - 着工。
- 2007年（平成19年） - 日の出通りから浦和駅東口入口まで供用を開始。
- 2008年（平成20年）3月 - 全線の供用を開始（予定より1年遅れとなる）。

## 通過する自治体
- さいたま市（浦和区）

## 沿線の主な施設
- 浦和パルコ